# パーラーカチ盛り ABEMA店
『パーラーカチ盛り ABEMA店』（ぱーらーかちもり あべまてん）は、ABEMAのABEMA SPECIALで、2024年9月6日から配信されるインターネット番組。

## 概要
ABEMA初のパチンコ・パチスロをメインテーマにした番組コンテンツとして開始。多くのパチンコ・パチスロ番組が行う実践勝負はメインとしておらず、パチンコ・パチスロにまつわるトーク、思い出の機種にまつわるコントなど、パチンコ・パチスロに興味のない視聴者が打ってみたくなるような番組を心掛ける。
番組をパチンコ店に見立てて、店長に見取り図盛山、バイト店員にさらば青春の光の2人をむかえ「業界のラッキートリガー」になることを目指す。

## 出演者
- 盛山晋太郎（見取り図）
- さらば青春の光
- 瀧山あかね（ABEMAアナウンサー）

## 主なコーナー
大物パチンカーヒキ強検証
数多くのパチンカーが存在する芸能界、一番持っている芸能人は誰なのかをVTR検証する。第1回はチーム・ホリプロ（和田アキ子、鈴木曉）
タイムスリップパチスロ
あの伝説の名機をもう一度。パチンコ・パチスロ機にまつわる思い出をコントを交えて繰り広げる。
ABEMAパチンコNEWS
ゲストを招き、パチンコ・パチスロに関するトピックを聞く。
愛のマイクパフォーマンス大会
パチンコ店の大音量の中でなら本当の愛、恥ずかしいこともが伝えられるはず。伝えたい相手にはスタジオで設けられたパチンコ機を打ってもらい、軍艦マーチに乗せてマイクパフォーマンスで愛を伝える。バイブス、パッション、声質、文章成立度（構成）、将来性の5要素で審査を行う。2024年11月1日配信の初回ではにゃんこスターの2人がコンビ愛を確かめ合ったほか、グラビアアイドル・榎原依那はさらば森田へ「脱げと言われれば脱ぐ」と愛の告白を行った。
ミリオンサバイバル
2025年5月23日開始。パチンコ・パチスロ業界で名を馳せる様々なタレントたちが集い、パチンコ・パチスロをテーマとしたサバイバルオーディションを設け、新時代のパチスターおよび準レギュラーの座を争う。マルハン北日本カンパニーが構想協力しており副賞として同社の来店イベントが確約される。
第1試練は24時間オールナイト実践スロット。第2試練はジャグラー目押しタイムトライアル。第3試練および敗者復活戦はパチンコマラソン。第4試練はバズらせ動画チェック。最終面接は全店長面接及び番組制作クイズ。
参加者はあおぽん、天羽希純（2i2）、今井らいぱち、沖ヒカル、かやゆー（ヤングスキニー）、ゴンザレス（ヤングスキニー）、サイバーおかん、芹野莉奈、長島翔平（BLACK IRIS）、林家希林、南柚子、山田親之條、6面（6面ステーション）。

## スタッフ
- ナレーション：のぐちゆり
- 構成：永井ふわふわ、だーやまゴールド
- 美術プロデューサー：小林大輔
- 美術デザイン：小柴翼
- アートコーディネーター：中澤琴音
- 音響効果：瀬戸川良美（SPOT）
- 美術協力：フジアール
- 技術協力：Swish Japan
- AD：佐々木耀、石川慶太
- AP：満井麻里愛
- ABEMA製作：原朋也、加藤悠也
- チーフディレクター：石丸達也
- ディレクター：岩野直人
- プロデューサー：宮村明
- 総合演出：甲斐絢子
- 制作協力：KRY、三慶サービス
- 制作著作：ABEMA